# Вивьен де Сен-Мартен, Луи
Луи Вивьен де Сен-Мартен (фр. Louis Vivien de Saint-Martin; 1802—1897) — французский географ и картограф. Автор многих работ, посвящённых исторической географии и истории географии. Один из основателей Французского географического общества, его генеральный секретарь в 1845—1849 гг. и впоследствии почётный президент.

## Биография
С юности стал заниматься географическими работами, особенно исторической географией и картографией. В годы июльской монархии переводил романы Вальтер Скотта и написал двухтомную «Историю империи Наполеона». Преподавал в Парижском университете, где в 1842—1865 гг. руководил издательством Сорбонны. 
В 1845-54 гг. на ежемесячной основе издавал тексты путешественников под названием Nouvelles annales des voyages. Также редактировал «Всеобщий атлас» (1825) и «Année Géographique» (отчет о географических работах, с 1863). Крупнейший завершённый учёным труд — монументальная «История географических открытий» (Histoire des découvertes géographiques). 
Будучи в преклонных летах, Вивьен де Сен-Мартен начал издавать ещё два обширных труда, в том числе объемный географический словарь «Nouveau dictionnaire de géographie universelle» (Париж, 1877—1899; вышло 7 томов) и атлас новой географии, которого вышло 9 выпусков: «Atlas universel de géographie moderne».

## Важнейшие труды
- «Géographie de la France» (1832),
- «Histoire des découvertes géographiques» (1845),
- «Mémoire sur la géographie ancienne du Caucase» (1845),
- «Etudes de géographie ancienne asiatique» (1854),
- «Géographie grecque et latine de l’Inde» (1860),
- «Le Nord de l’Afrique dans l’antiquité» (1863),
- «Histoire de la géographie et des découvertes géographiques» (с атласом, 1875).

Примеры карт из «Всеобщего атласа»
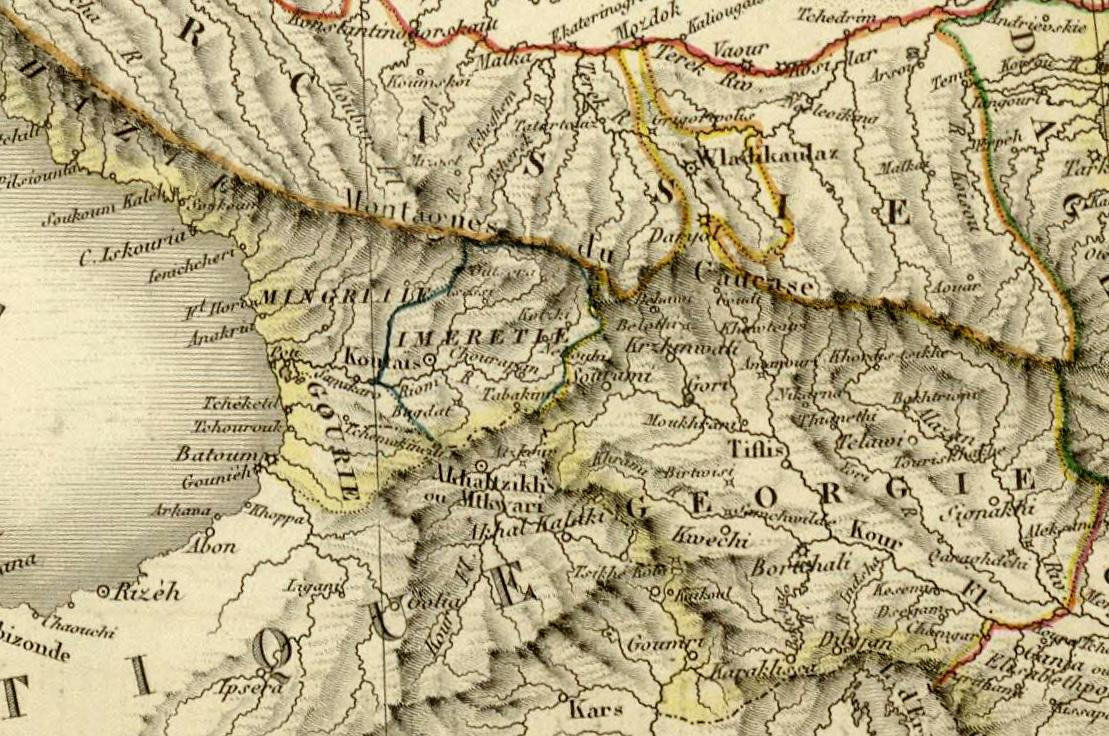
Карта Кавказа (1824)
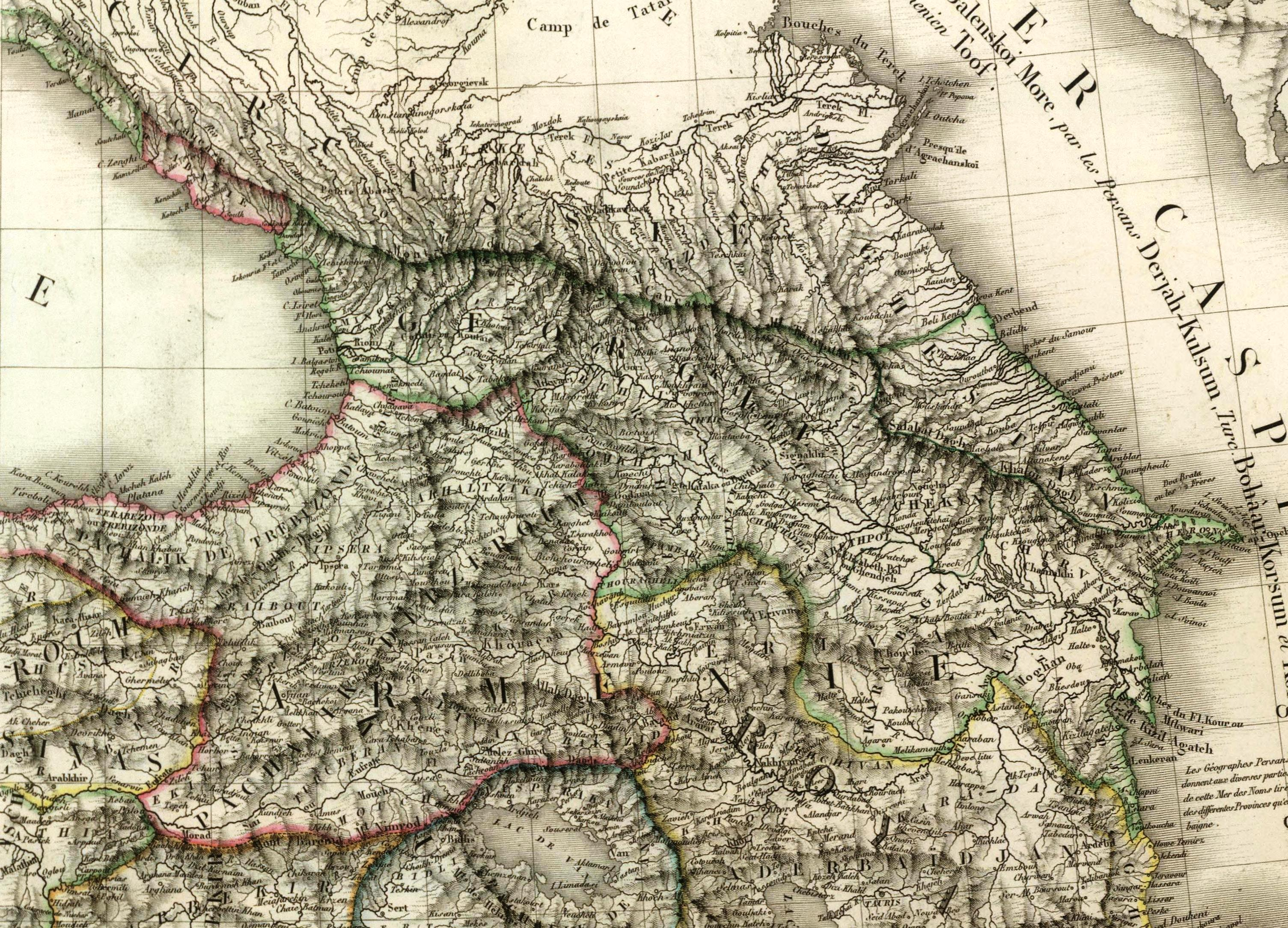
Карта Турции (1824)